# Broșteni (Vișina), Dâmbovița
Broșteni este un sat în comuna Vișina din județul Dâmbovița, Muntenia, România.
Broşteni se integrează în specificul climei temperat continentale de tranziție.

## Istorie
Din documente scrise pe pergament, în limba slavonă, găsite în casa locuitorului Ion Trăsnea din Broșteni, reiese că această așezare datează din timpul domniei lui Matei Basarab (1632-1654), Domnul Țării Românești. 
Prin aceste documente, satul Broscani, cu populația, cu pământul și apele, era donat unui vornic, căruia nu se cunoaște numele, ca răsplată pentru serviciile aduse lui Matei Basarab. Deducem că la acea dată, satul era bine conturat, cu o populație relativ numeroasă, pentru a fi un obiect de dar satisfăcător. Numele de Broscani, pe care îl purta satul în acea vreme, se trage după așezarea sa care este situată pe malul drept al râului Neajlov, care este populat cu broaște. Totuși, prima atestare documentară a satului Broșteni apare la sfârșitul secolului al XVIII lea.
La sfârșitul secolului al XIX-lea, era organizată în plasa Cobia din județul Dâmbovița comuna Broșteni
având în compunere satele Broștenii de Jos și Broștenii de Sus, cu 586 de locuitori, o moară cu aburi, o biserică și o școală. Anuarul Socec din 1925 arată că atunci comuna Broșteni trecuse la plasa Găești din județul Dâmbovița, și avea în compunere satele Broștenii din Deal, Izvoru și cătunul Broștenii de Jos, cu o populație totală de 1077 de locuitori.
În 1950, comuna a trecut în componența raionului Găești din regiunea Argeș. Satul Broșteni în forma sa actuală s-a format în 1968, prin unirea satelor Broșteni-Deal (denumit și Broștenii de Sus) cu Broșteni-Vale (denumit și Broștenii de Jos). Tot atunci, comuna Broșteni a fost desființată și satele Broșteni și Izvoru au trecut la comuna Vișina, revenită la județul Dâmbovița.